# 大西一史
大西一史（1967年12月9日—）是一名日本政治人物，現任熊本市市長、熊本縣議會議員，隸屬自由民主黨。

## 生平
曾先後就讀熊本市立白川小学校、熊本市立白川中学校、熊本縣立熊本北高等学校、日本大学文理学部心理学科畢業、九州大学法学府公法、社会法碩士和法政理論専攻博士。本科畢業後曾經任職雙日機械公司職員和眾議院議員園田博之助理。2014年起擔任現任熊本市市長。
他也創全日本市長使用Twitter和民眾交流的先河。就任市長期間發生2016年熊本地震，他不斷在網上轉發相關資訊並呼籲民眾冷靜。